# Очиток їдкий
Очи́ток їдки́й, за́яча капу́ста (Sedum acre L.), місцеві назви молоди́ло, гонець , рум'янило — багаторічна рослина родини товстолистих. Декоративна та лікарська культура, медодай.

## Назва
«Sedum» з латини означає «сидячий».
В англійській мові називають «урожай каменю» (англ. stonecrop) через те, що рослина часто росте на камінні та стінах.

## Морфологічна характеристика

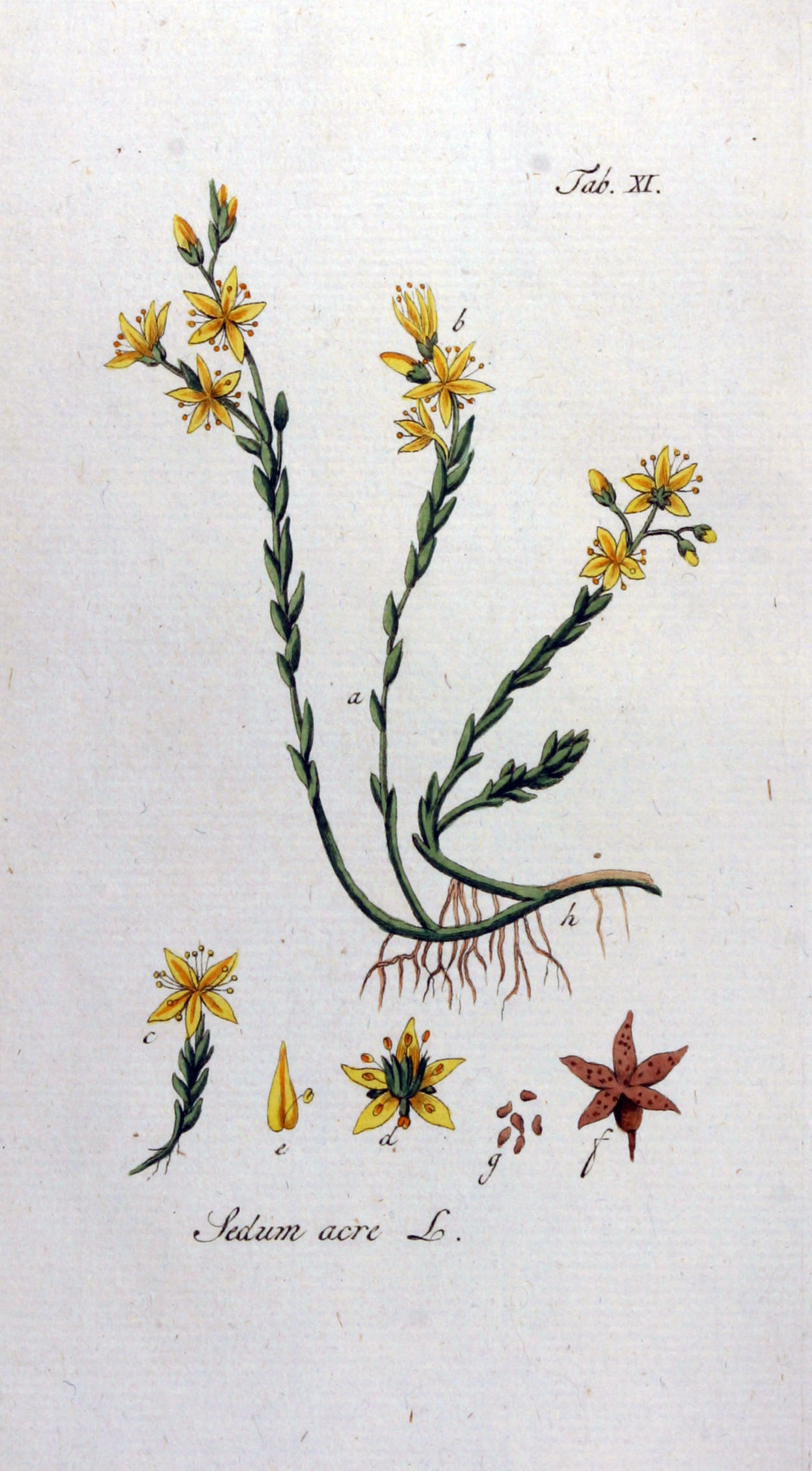
Морфологія

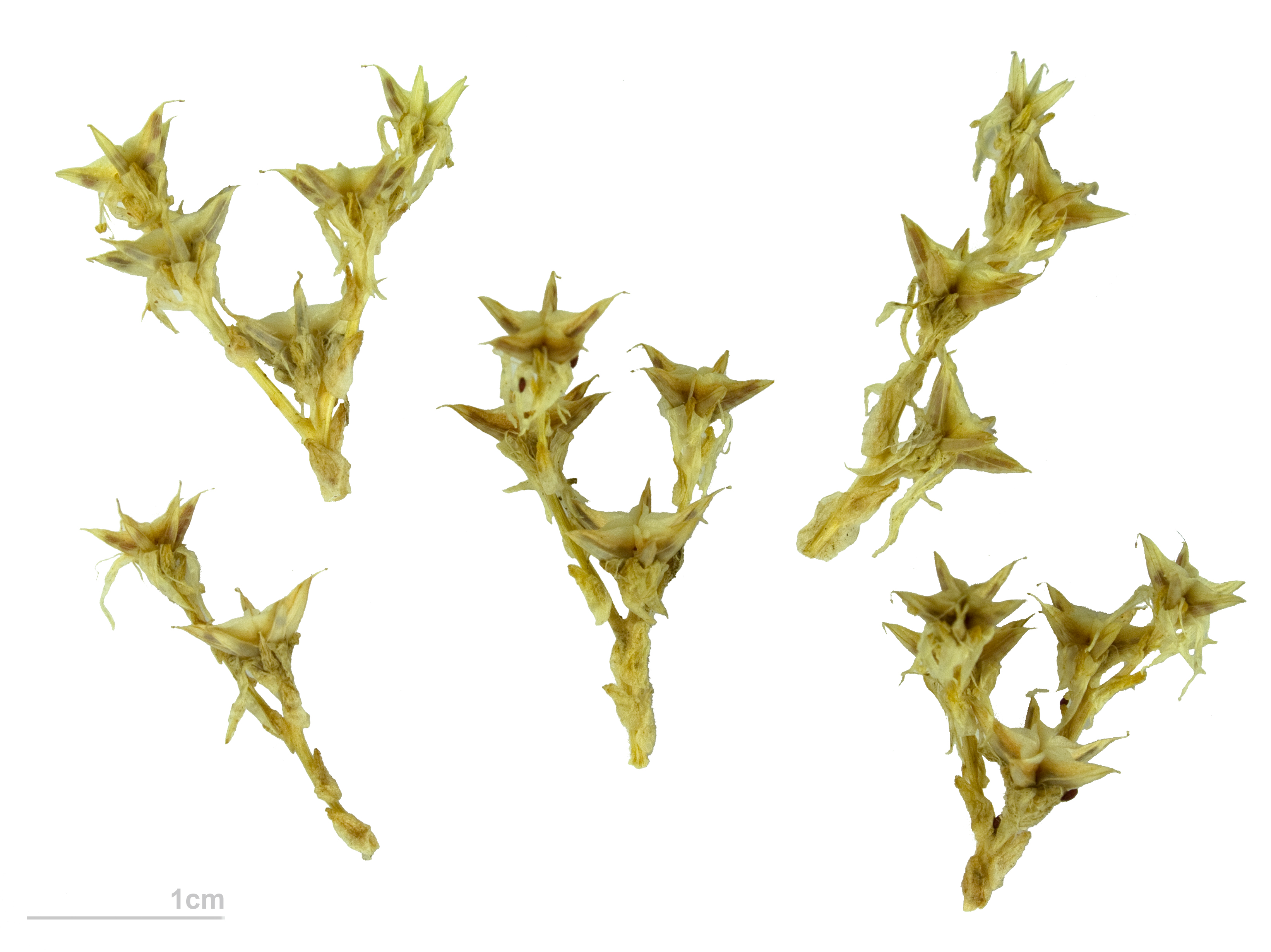
Sedum acre — Тулузький музей

Невелика (5 — 15 см заввишки) багаторічна соковита рослина з повзучим розгалуженим кореневищем і короткими тонкими корінцями.
Стебла численні, квітконосні — висхідні; без квіток — часто лежачі.
Листки дрібні (2,5 мм завдовжки, 2—3,5 мм завширшки), м'ясисті, яйцеподібні, зверху опуклі, розташовані черепичасто в п'ять-шість рядів на безквіткових гілочках.
На квітконосних пагонах листки розташовані рідше. Квітки майже сидячі, звичайно зібрані в розгалужені суцвіття, які складаються з трьох — п'яти колосоподібних гілочок, часом квітки поодинокі, на кінцях гілочок. Квітки середніх розмірів, оцвітина подвійна. Чашечка світло-зелена або жовтувата з п'ятьма довгасто-яйцеподібними чашолистками (2—3 мм завдовжки). Віночок золотисто-жовтий з п'яти вільних пелюсток, у 2—3 рази більших за чашечку. Тичинок 10. Вони трохи коротші від пелюсток. Маточок п'ять, зав'язь верхня, одногнізда.
Плоди — збірні листянки, що зірчасто розходяться, одногнізді, ланцетні, блідо-зелені, вільні або зрослі при основі. Насіння дрібне, світло-коричневе, довгасте, з одного кінця звужене.
Очиток їдкий росте в соснових лісах, на дюнах, на пісках. Світлолюбна рослина. Поширена по всій Україні. Заготовляють його в районах поширення. Цвіте у травні — липні.

## Практичне використання

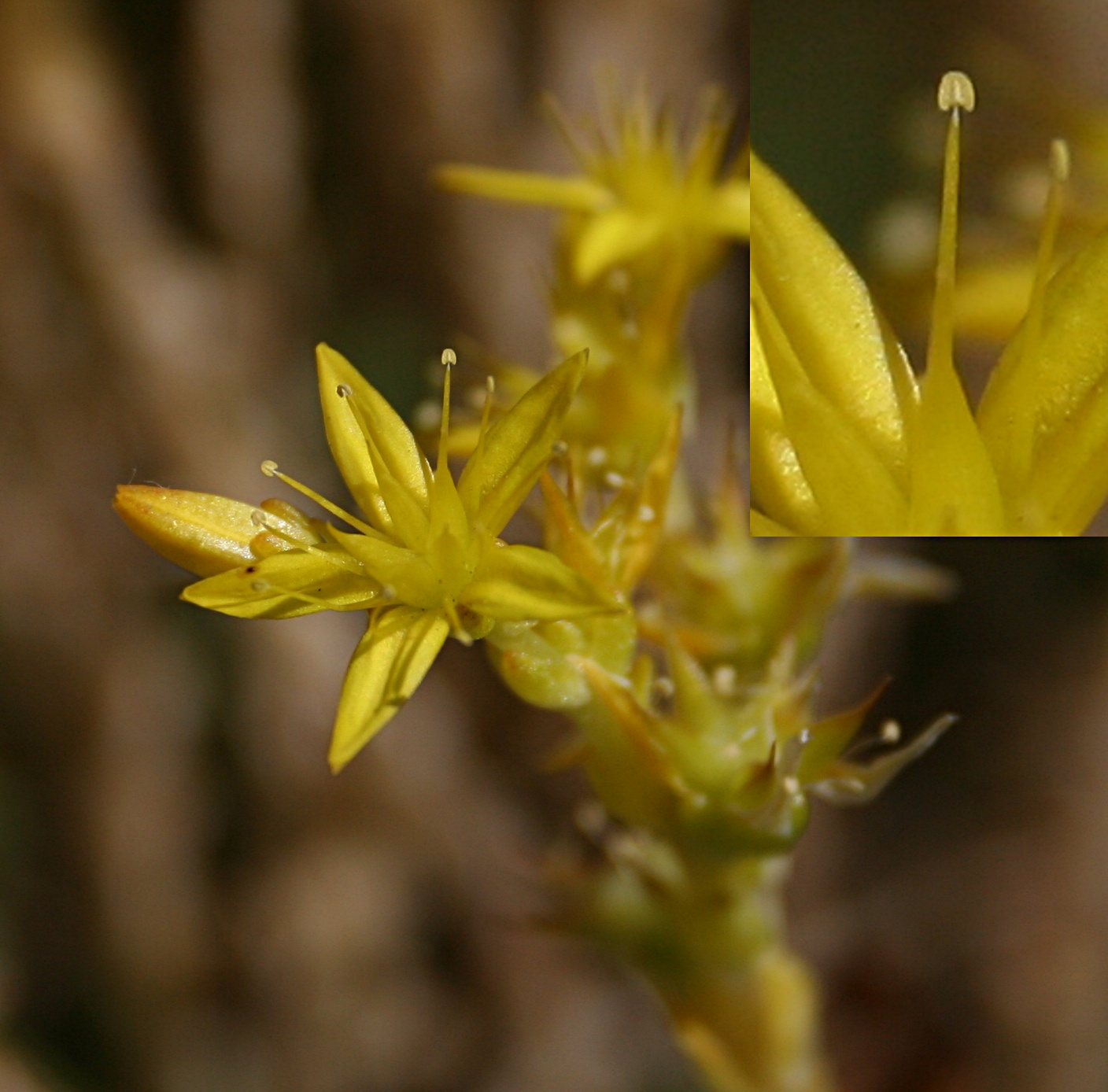
Квітка

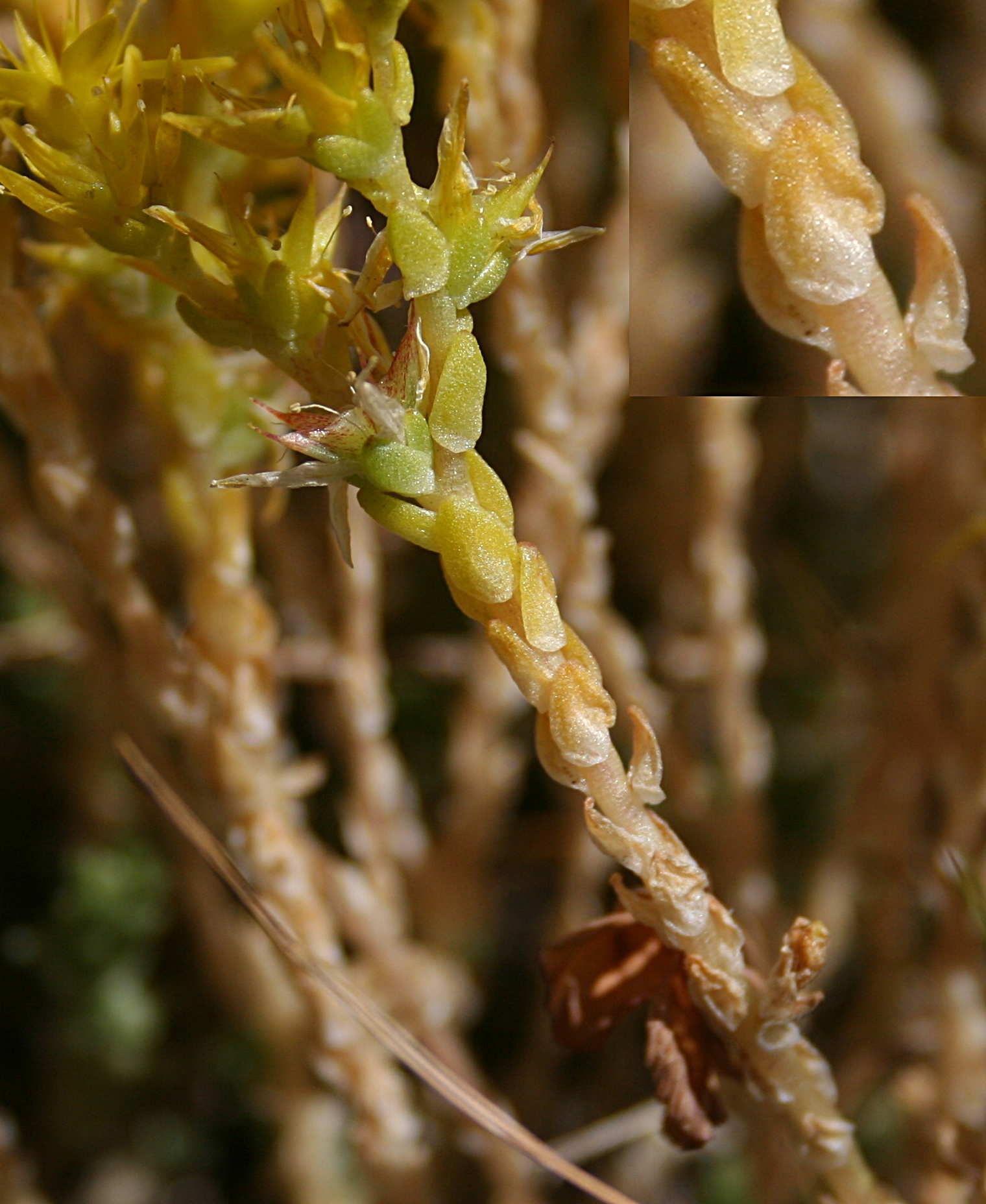
Стебло

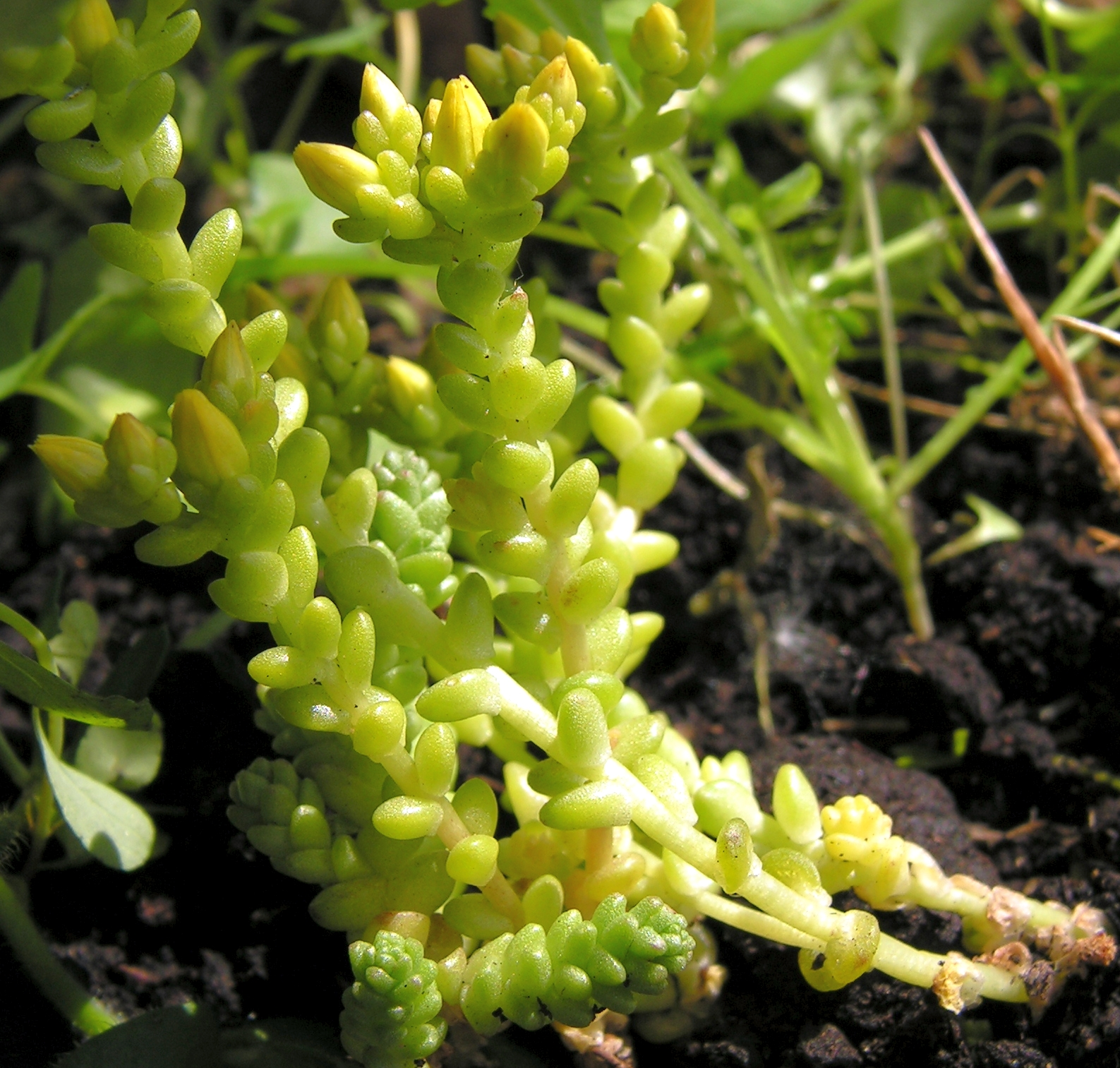
Рослини з бутонами

Медодайна, лікарська, отруйна й декоративна рослина.

### У бджолярстві
Очиток їдкий добрий літній медодай, що дає підтримуючий взяток. Він цінний тим, що, незважаючи на посуху, виділяє досить багато нектару, який добре збирають бджоли. Медопродуктивність — до 35 кг/га. Пилкодай. Мед з очитка їдкого золотисто-жовтого кольору і належить до медів вищого ґатунку.
Очиток звичайний — добрий осінній медодай. За період з 1 по 15 вересня кожна бджолосім'я може взяти 810 кг меду (за вісім льотних днів). Мед, зібраний з очитка звичайного, смачний, з приємним запахом, світло-жовтий, взимку в стільниках не кристалізується і добре споживається бджолами. Поряд з іншими медодаями очиток звичайний дає поживу бджолам і восени, внаслідок чого вони поповнюють свої зимові запаси меду.

### Декоративне використання
Як декоративну килимову рослину його висаджують на рабатках, клумбах, у бордюрах; використовують для оформлення кам'яних гірок.
Молодило і заяча капуста добре ростуть у кімнаті в компанії з американськими кактусами, агавами і африканським алое.

### У медицині
У народній медицині здавна використовують траву очитка їдкого як проносний, блювотний, протималярійний, сечогінний і протицинготний засіб. Крім того, його застосовують від недокрів'я, епілепсії, водянки, для посилення перистальтики кишечника. Найчастіше очиток їдкий використовують зовнішньо від різних нашкірних хвороб, опіків, наривів, для виведення бородавок.
Есенція з свіжих квітучих рослин використовується в гомеопатії від геморою.
У науковій медицині очиток їдкий не використовують, але вивчення цієї рослини триває. Вже виділено кристалічний алкалоїд седамін і встановлено, що препарати очитка їдкого діють як збуджуючий і тонізуючий засіб.

## Хімічний склад
У листках і стеблі містяться алкалоїди (до 3 %), цукор, віск, дубильні речовини, яблучна, щавлева, бурштинова й молочна кислоти, вітамін С (75 мг %) . Є вказівки на наявність в очитку нікотину.
Очиток їдкий поїдається тільки козами, для решти тварин він отруйний.

## Збирання, переробка та зберігання
Збирають всю надземну частину очитка їдкого. В зелених частинах рослини міститься дуже їдкий сік, що викликає запалення шкіри і пухирі, а в невеликих дозах почервоніння шкіри, тому під час збирання й роботи з ним слід вживати запобіжних заходів.
Сушать траву на вільному повітрі, в тіні, в добре провітрюваних приміщеннях, на горищах.